# Oligosaccharide
Oligosaccharide (altgriechisch ὀλίγο oligo ‚einige‘) oder Mehrfachzucker sind Kohlenhydrate (Zucker), die aus mehreren gleichen oder verschiedenen Monosacchariden (Einfachzuckern) aufgebaut und durch glycosidische Bindungen miteinander verbunden sind. Entsprechend der Anzahl der vorhandenen Monosaccharid-Einheiten spricht man von Di-, Tri-, Tetra-, Pentasacchariden usw., die sowohl linear (unverzweigt) als auch verzweigt sein können. Verbindungen vieler Monosaccharide werden Polysaccharide genannt.
Die Abgrenzung zwischen Oligo- und Polysacchariden ist fließend, meist geht man bei Oligosacchariden jedoch von drei bis zehn verbundenen Monosacchariden aus. Nach einer anderen Quelle bestehen Oligosaccharide aus zwei bis zehn Monosaccharid-Einheiten.

## Eigenschaften
Die physikalischen und sensorischen Eigenschaften sind denen der Monosaccharide ähnlich. Das gilt auch für die Reaktionen, bei denen allerdings der Unterschied zwischen reduzierenden und nicht-reduzierenden Oligosacchariden zu beachten ist. Die nicht-reduzierenden zeigen nicht das Reduktionsvermögen, Mutarotation und die Reaktionen mit Alkoholen und Aminen. Da es sich um Glycoside handelt, sind Oligosaccharide durch Säuren leicht hydrolysierbar, aber gegenüber Basen stabil.
Galactooligosaccharide (GOS) bestehen aus einer bis sieben Galactose- und einer Glucose-Einheit; sie kommen nicht in Kuh-, aber in Muttermilch vor und wirken bifidogen (präbiotisch). Einige Oligosaccharide verfügen über antibiotische Wirkung.

## Biochemie
Oligosaccharide sind häufig an Proteine und Lipide, z. B. in der Zellmembran gebunden und spielen eine Rolle in der Zellerkennung. Unter anderem bestimmen sie die Blutgruppen nach dem AB0-System.